# Liste von Vulkanen im Iran
Dies ist eine Liste von Vulkanen im Iran, die während des Quartärs mindestens einmal aktiv waren.
| Bild                      | Name             | Provinz                  | Vulkantyp     | Höhe [m]  | Koordinaten          | Letzter Ausbruch         |
| ------------------------- | ---------------- | ------------------------ | ------------- | --------- | -------------------- | ------------------------ |
| Satellitenaufnahme Bazman | Bazman           | Sistan und Belutschistan | Schichtvulkan | 3490      | 28° 4′ N, 60° 0′ O   | unbekannt                |
| Damavand im Winter        | Damavand         | Māzandarān               | Schichtvulkan | 5604      | 35° 57′ N, 52° 7′ O  | 5350 v. Chr. ± 200 Jahre |
| Hasan Ali                 | Qal'eh Hasan Ali | Kerman (Provinz)         | Vulkanfeld    | unbekannt | 29° 24′ N, 57° 34′ O | unbekannt                |
| Sabalan                   | Sabalan          | Ardabil (Provinz)        | Schichtvulkan | 4811      | 38° 15′ N, 47° 55′ O | Holozän                  |
| Satellitenbild Sahand     | Kuh-e Sahand     | Ost-Aserbaidschan        | Schichtvulkan | 3707      | 37° 45′ N, 46° 26′ O | Holozän                  |
| Satellitenbild Taftan     | Taftan           | Sistan und Belutschistan | Schichtvulkan | 3940      | 28° 36′ N, 61° 8′ O  | Holozän                  |
|                           | (Unbenannt)      | West-Aserbaidschan       | Vulkanfeld    | unbekannt | 39° 15′ N, 45° 10′ O | Holozän                  |
|                           | (Unbenannt)      | Sistan und Belutschistan | Vulkanfeld    | unbekannt | 28° 10′ N, 60° 40′ O | unbekannt                |